# 1140 dans les croisades
Cette page regroupe les évènements concernant les Croisades qui sont survenus en 1140 : 
- 14 février : mort de Léon Ier, seigneur arménien des Montagnes[1].
- 4 mai : Foulques d'Anjou, roi de Jérusalem force l'émir Zengi à lever le siège de Damas[2].
- juin : Foulques d'Anjou, roi de Jérusalem, reprend Panéas avec l'aide de l'émir de Damas[2].